# Kolo (Tanz)

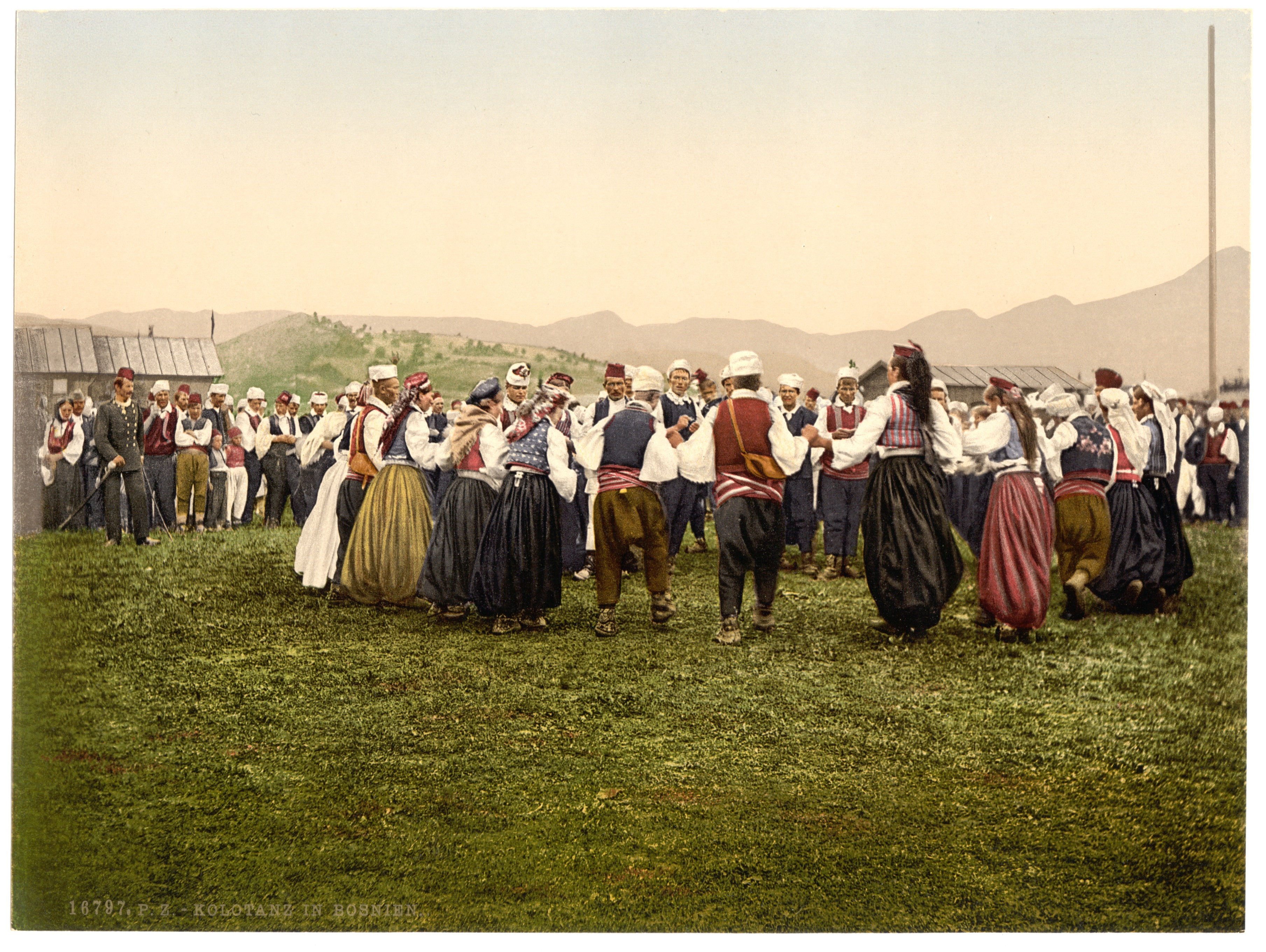
Kolo in Bosnien, um 1900.

Der Kolo (serbokroatisch für Kreis oder Runde) ist ein Reigentanz der Südslawen. Er wird meist bei sozialen, kulturellen oder religiösen Festen getanzt. Traditionell in der jeweiligen Volkstracht. Beinahe jede Region in Bosnien und Herzegowina, Kroatien, Slowenien und Montenegro, Serbien hat eine eigene Variante des Kolo. Seine Entsprechung im bulgarischen und mazedonischen Raum ist der Horo bzw. Oro.

## Tanzform
Der Kolo wird in Gruppen von mindestens drei bis mehreren Dutzend Personen aufgeführt, die sich dabei gegenseitig an den Händen, an der Taille oder an den Schultern halten. Beim Kolo werden hauptsächlich die Füße in einfachen bis komplexen Tanzschritten bewegt, bei anderen Varianten bewegen sich die Hüften, die Schultern sowie die Arme rhythmisch mit.
Der Kolo kann von gemischten Gruppen von Frauen und Männern in einem geschlossenen Kreis oder in einer bzw. mehreren Linien getanzt werden.

## Musik
Die gleichnamige Musik zum Kolo ist in der Regel temporeich und wird mit meist mit dem Akkordeon und Geigen, aber auch mit einer Frula (Traditionelle Version der Blockflöte), Brass-Musik, einer Tamburica, Šargija oder einer Mundharmonika gespielt. Bei wlachischen Tänzen wird gerne ergänzend das Saxophon eingesetzt.
In manchen Regionen, wie zum Beispiel dem Norden der Timočka Krajina in Serbien, wird teilweise zur Musik gesungen.

## Rezeption
Im gesamten ehemaligen Jugoslawien bekannt ist der „Glamočer Reigentanz“ oder „Stumme Glamočer Reigentanz“ (Nemo Glamočko kolo, auch gluvo/gluho Glamočko kolo, mutavo Glamočko kolo), der traditionell ohne instrumentale Begleitung getanzt wird. Es wird dabei lediglich mit den Füßen (getragen werden traditionelle Opanci, Opanke) der Rhythmus „gestampft“. Bei diesem Tanz soll es sich um ein Hochzeitanbahnungsritual gehandelt haben, bei dem man die körperliche Ausdauer und Belastbarkeit des potentiellen Ehepartners testen konnte. Seit 1982 befindet sich dieser Reigentanz auf der UNESCO-Liste des Immateriellen Kulturerbes der Menschheit. Im Jahr 2017 wurde der serbische Kolo und 2022 der Kolo des Heiligen Tryphon in die UNESCO-Liste des immateriellen Kulturerbes der Menschheit aufgenommen.
Professionelle Ensembles wie in Serbien Kolo (Коло) und Venac (Венац), in Kroatien Lado und Tanec (Танец) in Nordmazedonien befassen sind mit der künstlerischen und szenaristische Aufbereitung und Konservierung des Kolo. Die Ensemble werden staatlich gefördert und bieten die Volkstänze weltweit in unterschiedlichen Bühnenprogrammen in traditioneller Tracht dar. Darüber hinaus existieren im ehemaligen Jugoslawien zahlreiche KUD (kulturno umetničko društvo), welchen als Amateure den Kolo im Vereinswesen pflegen und darbieten. Bekannte Beispiele sind die KUD Abrašević, KUD Španac, AKUD Ivo Lola Ribar und KUD Gradimir. Auch die bekannte Belgrader Ballettschule Lujo Davičo hat eine Folkloregruppe die den Kolo pflegt. Die Vereine nehmen regelmäßig an Veranstaltungen und Wettbewerben auf nationaler und internationaler Ebene teil.
Viele Musiker haben eigene Kolo-Musik komponiert. Mirko Kodić, Dragan Stojković Bosanac, Branimir Đokić, Časlav Ljubenović, Vladeta Bata Kanda, Ljubiša Pavković und Miroljub Aranđelović Kemiš haben beispielsweise eine große Auswahl an Stücken für das Akkordeon komponiert, während Aleksandar Šišić und Zlatomir Vasić Boja Geigenmusik zum Kolo veröffentlicht haben. Von Siniša Tufegdžič stammt beispielsweise das bekannte Mercedes Kolo, welches unter anderem im deutschen Spielfilm „Adil geht“ während der Hochzeitssezenen zu hören ist.